# Нововоскресеновка (Днепропетровская область)
Нововоскресеновка (укр. Нововоскресенівка) — село,
Воскресеновский сельский совет,
Васильковский район,
Днепропетровская область,
Украина.
Код КОАТУУ — 1220782503. Население по переписи 2001 года составляло 106 человек.

## Географическое положение
Село Нововоскресеновка находится в балке Кирикова между реками Волчья и Малая Терса,
в 3,5 км от села Катериновка и в 4,5 км от села Воскресеновка.